# 瑪莎·亨特
瑪莎·塞佛特·亨特（英語：Martha Seifert Hunt，1989年4月27日—）是一位美國模特兒。亨特是美國最大的連鎖女性成衣品牌維多利亞的秘密代言的模特兒之一，目前是「維多利亞的秘密天使」（Victoria's Secret Angels）中的一員。

## 職業生涯
瑪莎是2015年維多利亞的秘密的十位新天使之一。登上過ELLE、Harper's Bazaar及Vogue等雜誌封面或內頁，也有參與Acne, Balmain, Carolina Herrera, Chanel, Christopher Kane, Diane Von Furstenberg, Dolce & Gabbana, Giorgio Armani, Hervé Léger, Jason Wu, Louis Vuitton, Marchesa, Miu Miu, Oscar de la Renta, Prada, Rag & Bone, Ralph Lauren, Stella McCartney, Tory Burch, Versace等時裝及奢侈品的時裝展。
瑪莎曾在她的閨蜜美國創作歌手泰勒絲的歌曲《Bad Blood》音樂錄影帶中演出，以及美國CBS情境喜劇《破產姐妹》（2 Broke Girls）中出场。在老菸槍雙人組的歌曲《Paris》音樂錄影帶中演出。